# Stere Grigore
Stere Grigore (n. 1 octombrie 1924, Tamaș, Corbeanca, Ilfov) este un botanist și profesor universitar român, recunoscut pentru contribuțiile sale la dezvoltarea botanicii agricole și pentru cercetările geobotanice asupra pajiștilor și buruienilor din Banat. A activat timp de 38 de ani la Catedra de Botanică a Facultății de Agronomie din Timișoara, contribuind la manualul unic de Botanică (1975, 1980) și promovând o abordare practică a botanicii în serviciul agriculturii.

## Biografie
Copilărie și educație
Stere Grigore s-a născut la 1 octombrie 1924 în satul Tamaș, comuna Corbeanca, județul Ilfov, într-o familie de țărani. A urmat clasele primare în satul natal (1932–1936) cu învățătoarea Emilia Lazăr, apoi ciclul gimnazial la Școala Agricolă Dragomirești-Ilfov și ciclul mediu la Școala Tehnică Horticolă Băneasa-București (1937–1945). În 1945, a fost admis la Facultatea de Agronomie a Institutului Agronomic Timișoara, absolvind în 1949 ca unul dintre studenții de elită. A studiat sub îndrumarea profesorilor V. Ghimpu, Gheorghe Bujorean, Irimie Staicu și Gherasim Constantinescu. 
Carieră profesională
În 1949, Stere Grigore a fost angajat ca asistent la Catedra de Botanică Agricolă a Institutului Agronomic Timișoara, sub conducerea profesorului Gheorghe Bujorean. A rămas la această catedră întreaga carieră, fiind promovat șef de lucrări, conferențiar (1972) și profesor (1975). A ocupat funcția de șef de catedră până la pensionarea din 1987. A fost membru în multiple foruri științifice, inclusiv Consiliul Științific al Institutului Agronomic Timișoara, Comisia Monumentelor Naturii a Academiei Române și colective de cartare a florei și buruienilor sub egida Academiei Române și Ministerului Agriculturii. 

## Activitate științifică
Stere Grigore a contribuit la transformarea botanicii clasice în botanică agricolă, orientând cercetările către nevoile practice ale agriculturii. A realizat studii geobotanice asupra pajiștilor și buruienilor din Banat, abordând teme precum herbologia, pratologia, protecția naturii și utilizarea resurselor vegetale. 

### Domenii de cercetare
- Geobotanică și fitocenologie
- Buruienile din culturile agricole
- Flora și vegetația pajiștilor din Banat
- Fenologia plantelor
- Protecția mediului și conservarea naturii
- Cartarea florei medicinale

### Contribuții științifice
- A realizat cercetări geobotanice asupra pajiștilor din Banat, inclusiv pajiștile de deal, munte (Muntele Mic), luncă și halofile, evidențiind compoziția floristică și tipologia acestora. [1]
- A studiat dinamica fitocenologică a pajiștilor sub influența fertilizării și tratamentelor ameliorative, identificând specii furajere valoroase (*Festuca rubra*, *Puccinellia distans*). [1]
- A efectuat studii asupra buruienilor din culturile agricole, analizând factorii ecologici și agrotehnici care influențează îmburuienarea, și a contribuit la cartarea buruienilor în județele Arad, Caraș-Severin, Hunedoara, Sibiu și Timiș. [1]
- A semnalat extinderea arealelor unor specii segetale (*Apera spica-venti*, *Avena fatua*, *Sorghum halepense*) și a propus măsuri de control. [1]
- A realizat cercetări fenologice asupra a peste 40 de specii de arbori, arbuști ornamentali și fructiferi din Timișoara, analizând efectele factorilor climatici. [1]
- A cartat flora medicinală din ținutul Caransebeș, evidențiind specii precum *Dryopteris filix-mas* și *Hypericum perfoliatum*. [1]
- A contribuit la conservarea naturii în rezervații botanice precum Valea Mare-Moldova Nouă, Socodor-Arad, Lunca Pogănișului și Diniaș-Timiș. [1]
- A descoperit o specie nouă pentru flora României, *Lythrum tribracteatum* (1961), și a realizat un studiu fitogeografic asupra genului *Trifolium* în Banat, identificând 13 specii spontane. [1]

### Activitate didactică
Stere Grigore a orientat predarea botanicii către aplicații agricole, axându-se pe specii relevante (cereale, plante tehnice, buruieni). A dezvoltat capitole de geobotanică și fenologia plantelor în cursurile sale, introducând protecția mediului și utilizarea rațională a resurselor vegetale. A contribuit la manualul unic de Botanică (1975, 1980), elaborând secțiuni despre organografie (rădăcina), sistematica (ordinele Zingiberales, Cyperales, Graminales, Arecales, Arales) și geobotanică (fitoecologie, fitofenologie, fitogeografie, fitocenologie). Cursurile sale au fost apreciate pentru limbajul accesibil și exemplele practice din agricultura. 

## Lucrări
Stere Grigore a publicat numeroase lucrări științifice, dintre care menționăm:
- „Contribuții la studiul geobotanic al buruienilor din culturile de pe podsol”, St. și Cercet. Agricole, Timișoara, 1960
- „O nouă plantă în flora RPR – Lythrum tribracteatum”, Studii și Cercetări de Biologie, Timișoara, 1961
- „Cercetări geobotanice asupra speciilor de trifoi de pe sărăturile din vestul RS România”, Lucrări Științifice IAT, 1965
- „Cercetări cu privire la asocierea buruienilor din culturile de grâu și trifoi roșu la Găvojdia și Lugoj”, Știință și Agricultură, 1966
- „Vegetația nitrofilă din zona de interfluviu Timiș-Bega”, Lucrări Științifice IAT, 1968
- „Vegetația halofilă din Câmpia de divagare Timiș-Bega”, Lucrări Științifice IAT, 1969
- „Contribuții geobotanice din Banat”, Comunicări botanice SSB, 1971
- „Asociații praticole pe locuri uscate din interfluviul Timiș-Bega”, St. și Cercet. Biologice Vegetale, 1975
- „Flora și vegetația rezervației de sărături de la Diniaș, jud. Timiș”, Tibiscus, Științe Naturale, 1977
- „Flora rezervației naturale Valea Mare – Moldova Nouă (Banat)”, Tibiscus, Științe Naturale, 1977
- „Contribuții la studiul geobotanic al pajiștilor din Lunca Beregsăului”, St. și Cercet. de Biologie Vegetală, 1977
- „Trifolium L. Arten im Banat (Romanien)”, Doc Phytosoc, 1979
- „Flora și vegetația pajiștilor din Banat”, Red. revistei agricole MAIA, 1979
- „Botanică” (manual, coautor), EDP, București, 1980

## Premii și recunoaștere
- Premiul „Traian Săvulescu” al Academiei Române
- Membru de Onoare al Amicale Internationale de Phytosociologie, Bailleux, Franța (1982)
- Distincții de stat: Medalia „30 de ani de la eliberarea României de sub dominația fascistă”, Medalia „a 50-a aniversare a Partidului Comunist Român” (1971), Medalia „Crucea Comemorativă a celui de-al Doilea Război Mondial, 1941–1945” (1995)
- Membru al Societății de Științe Naturale și Geografie (SCNG), Societății de Științe Biologice (SSB), Societății Naționale Române de Știința Solului, National Geographic Society (1979) și International Biographical Centre, Cambridge (1982–1983)